# Beyond the Sea (chanson)
Pour les articles homonymes, voir Beyond the Sea.
Beyond the Sea est l’adaptation en anglais de la chanson La Mer, interprétée par Charles Trenet en 1946. L'adaptation est reprise par plusieurs artistes et a été popularisée par Bobby Darin.

## Histoire
Si la version originale de Charles Trenet est une ode à la mer (« la mer qu'on voit danser le long des golfes clairs »), la version de Jack Lawrence est l’évocation nostalgique d’un amour enfui avec le temps « par delà la mer » (« beyond the sea »).

## Premiers enregistrements
Avant la version enregistrée par Bobby Darin, Benny Goodman livre sa version instrumentale jazz en 1948 et figure dans la comédie romantique La Course aux maris. L'enregistrement du pianiste Roger Williams atteint la 37e place en 1955 du Billboard Hot 100.

## Version de Bobby Darin
Singles de Bobby Darin
Mack the Knife
(1959) Clementine
(1960)
Beyond the Sea est reprise par le chanteur américain Bobby Darin, parue sur son album That's All. Il l'enregistre en 1959. D'abord sortie en single promotionnel en octobre 1959, elle sort en single en janvier 1960 chez Atco Records,. 
La version de Bobby Darin est la plus connue et rencontre le succès lors de sa sortie, atteignant la sixième place du Billboard Hot 100, la 15e place du classement R&B, la septième place au Canada et la huitième place du Singles Chart britannique au début de 1960.

### Liste des titres
| A. | Beyond the Sea         | 2:48 |
| B. | That's The Way Love Is | 2:58 |

### Classements
| Classement (1960)              | Meilleure position |
| ------------------------------ | ------------------ |
| Canada (Top Singles)           | 7                  |
| États-Unis (Hot 100)           | 6                  |
| États-Unis (Hot Soul Singles)  | 15                 |
| États-Unis (Cash Box Top 100)  | 7                  |
| Royaume-Uni (UK Singles Chart) | 8                  |

| Classement (2012) | Meilleure position |
| ----------------- | ------------------ |
| France (SNEP)     | 153                |

## Version de George Benson
Singles de George Benson
I Just Wanna Hang Around You
(1985) Nothing's Gonna Change My Love for You
(1985)
Le chanteur et guitariste de jazz américain George Benson enregistre une reprise de la chanson sous le titre Beyond the Sea (La Mer) pour son album 20/20. Elle est sortie chez Warner Bros. Records en mars 1985 comme troisième single de l'album. Sa reprise atteint la 60e place au Royaume-Uni.

### Liste des titres
| A. | Beyond the Sea (La Mer)      | 4:10 |
| B. | I Just Wanna Hang Around You | 3:31 |

| A. | Beyond the Sea (La Mer) | 4:10 |
| B. | Breezin'                | 5:40 |

### Crédits
- George Benson – chant, solo de guitare
- Joe Sample – piano acoustique
- Clifford Carter – synthétiseurs
- Freddie Green – guitare rythmique
- Earl May – basse
- Frank Wess, Charles Williams – saxophone alto
- Robert Eldridge – saxophone baryton
- George Coleman, Jimmy Heath – saxophone ténor
- Robin Eubanks, Slide Hampton, Benny Powell, Dave Taylor – trombone
- Jon Faddis, Earl Gardner, Joe Newman, Lew Soloff, Felix Vega – trompette
- Ralph Burns – arrangements des cuivres
- Frank Foster – arrangements des cordes, chef d'orchestre

Crédits adaptés du livret de l'album 20/20.

### Classements
| Classement (1985)              | Meilleure position |
| ------------------------------ | ------------------ |
| Royaume-Uni (UK Singles Chart) | 60                 |

## Autres reprises
En 2003, la chanson est interprétée par Robbie Williams pour la bande originale du dessin animé Le Monde de Nemo des studios Pixar.

## Dans la culture populaire

### Au cinéma
Cette chanson a également été utilisée en 2007 dans la bande-annonce du jeu Bioshock, le titre correspondant bien à son ambiance sous-marine.
On peut également l´entendre dans le film Sans un bruit 2 (2020).

### Hommage
Kevin Spacey a réalisé et interprété le film Beyond the Sea, dédié à la mémoire de Bobby Darin.